# ستيف فورد
ستيف فورد (بالإنجليزية: Stephen Ford)‏ (1 يناير 1959 بشوريهام في المملكة المتحدة - ) هو لاعب كرة قدم بريطاني في مركز الهجوم. لعب مع ستوك سيتي ونادي ليويس وستافورد رينجرز.

## وصلات خارجية
- ستيف فورد على موقع قاعدة بيانات كرة القدم.إي يو (الإنجليزية)